# FC Omniworld in het seizoen 2005/06
Het seizoen 2005/2006 was het eerste jaar in het bestaan van de Almeerse betaaldvoetbalclub FC Omniworld. De club kwam uit in de Eerste divisie en eindigde daarin op de 19e plaats. Tevens deed de club mee aan het toernooi om de KNVB beker, hierin werd in de tweede ronde, na strafschoppen, verloren van AFC (1–1).

## Wedstrijdstatistieken

### Eerste divisie
|       | AGOVV | Cambuur Leeuwarden | FC Den Bosch | FC Dordrecht | FC Eindhoven | FC Emmen | Excelsior | Fortuna Sittard | Go Ahead Eagles | De Graafschap | HFC Haarlem | Helmond Sport | MVV   | Stormvogels Telstar | TOP Oss | BV Veendam | FC Volendam | VVV-Venlo | FC Zwolle |
| ----- | ----- | ------------------ | ------------ | ------------ | ------------ | -------- | --------- | --------------- | --------------- | ------------- | ----------- | ------------- | ----- | ------------------- | ------- | ---------- | ----------- | --------- | --------- |
| Thuis | 1 – 3 | 2 – 0              | 2 – 3        | 2 – 4        | 3 – 2        | 3 – 4    | 1 – 1     | 1 – 1           | 2 – 2           | 3 – 3         | 1 – 2       | 0 – 1         | 1 – 3 | 3 – 1               | 0 – 4   | 1 – 2      | 1 – 1       | 0 – 5     | 0 – 1     |
| Uit   | 5 – 2 | 1 – 0              | 1 – 1        | 1 – 1        | 2 – 0        | 5 – 0    | 2 – 1     | 2 – 3           | 1 – 4           | 7 – 1         | 3 – 2       | 3 – 1         | 2 – 2 | 2 – 0               | 1 – 3   | 2 – 0      | 2 – 0       | 0 – 1     | 2 – 1     |

### KNVB beker
| 1e ronde                                                  | SV Urk            | 1 – 1 (1 – 4)                         | FC Omniworld                                                                             |
| 6 augustus 2005 Plaats: Urk Sportpark De Vormt            | Paul Smid 2'      |                                       | 25' Ramon Luijten 59' Marcel Huisman 78' Edwin van Ankeren 90' Houssain Ouhsaine Ouichou |
| 2e ronde                                                  | AFC               | 1 – 1 (1 – 0, 1 – 1) Na strafschoppen | FC Omniworld                                                                             |
| 20 september 2005 Plaats: Amsterdam Sportpark Goed Genoeg | Bobby Gehring 35' |                                       | 81' Jeroen Hessing                                                                       |

## Statistieken FC Omniworld 2005/2006

### Eindstand FC Omniworld in de Nederlandse Eerste divisie 2005 / 2006
| Stand | Gespeeld | Gewonnen | Gelijk | Verloren | Punten | Doelpunten voor | Doelpunten tegen |
| ----- | -------- | -------- | ------ | -------- | ------ | --------------- | ---------------- |
| 19e   | 38       | 7        | 8      | 23       | 29     | 50              | 87               |

### Topscorers
| #                 | Naam                     | Goal |
| ----------------- | ------------------------ | ---- |
| 1.                | Sjoerd Ars               | 17   |
| 2.                | Hilmi Mıhçı              | 9    |
| 3.                | Ramon Luijten            | 4    |
| 4.                | Houssein Ouhsaine        | 3    |
| 5.                | Edwin van Ankeren        | 2    |
| 5.                | Biko Brazil              | 2    |
| 5.                | Michael van der Heijden  | 2    |
| 8.                | Joey van den Berg        | 1    |
| 8.                | Ergün Çakır              | 1    |
| 8.                | Melvin Donleben          | 1    |
| 8.                | Vincent Gouttebarge      | 1    |
| 8.                | Marco van Gulik          | 1    |
| 8.                | Jeroen Hessing           | 1    |
| 8.                | Dennis Hollart           | 1    |
| 8.                | Stefan Huisman           | 1    |
| 8.                | Tomi Nyman               | 1    |
| 8.                | Juan Viedma Schenkhuizen | 1    |
| Onbekend doelpunt |                          |      |
| –                 | Onbekend                 | 1    |
| Totaal            | Totaal                   | 50   |

| #      | Naam                      | Goal |
| ------ | ------------------------- | ---- |
| 1.     | Edwin van Ankeren         | 1    |
| 1.     | Jeroen Hessing            | 1    |
| 1.     | Marcel Huisman            | 1    |
| 1.     | Ramon Luijten             | 1    |
| 1.     | Houssain Ouhsaine Ouichou | 1    |
| Totaal | Totaal                    | 5    |

## Voetnoten
AGOVV Apeldoorn · 
Cambuur Leeuwarden · 
FC Den Bosch · 
FC Dordrecht · 
FC Eindhoven · 
FC Emmen · 
Excelsior · 
Fortuna Sittard · 
Go Ahead Eagles · 
De Graafschap · 
Haarlem ·
Helmond Sport · 
MVV · 
FC Omniworld · 
Stormvogels Telstar · 
TOP Oss · 
BV Veendam · 
FC Volendam · 
VVV-Venlo · 
FC Zwolle